# Clarendon (Jamaica)
Clarendon is een parish van Jamaica. De hoofdstad van deze parish is May Pen.

## Plaatsen
- Alexandria
- Alston
- Hayes
- May Pen

## Geboren
- Claude McKay (1890-1948), schrijver
- Millie Small (1946-2020), zangeres; bekend van My Boy Lollipop
- Liz Mitchell (1952), zangeres; bekend van Boney M. en Les Humphries Singers
- Freddie McGregor (1956), reggae-artiest
- Barrington Levy (1964), reggae-artiest
- Philip Antonio Thomas, artiestennaam Cutty Ranks (1965), reggae-artiest
- Jerome Young (1976), Amerikaans sprinter
- Shereefa Lloyd (1982), atlete
- Rodolph Austin (1985), voetballer
- Omar Samuel Pasley, artiestennaam OMI (1986), reggae-/soul-/urban- en popartiest

Clarendon · Hanover · Kingston · Manchester · Portland · Saint Andrew · Saint Ann · Saint Catherine · Saint Elizabeth · Saint James · Saint Mary · Saint Thomas · Trelawny · Westmoreland